# 프리기아

프리기아 복장을 한 사람, 헬레니즘 시대의 그리스(기원전 3세기에서 기원전 1세기), 키프로스

프리기아(그리스어: Φρυγία, Phrygia)는 아나톨리아의 서부 중앙 지역에 있던 왕국이다. 오늘날의 튀르키예 아시아 지역에 해당하며, 사카리아강을 중심으로 위치했다.
그리스 신화의 그리스 영웅 시대 이야기에는 여러 전설적인 프리기아인 왕들이 등장한다.
- 고르디아스 - 그의 고르디우스의 매듭은 훗날 알렉산드로스 대왕에 의해 잘렸다.
- 미다스 - 닿는 모든 것을 황금으로 바꾸었다.
- 미그돈 - 아마조네스와 전쟁을 벌였다.

호메로스의 일리아스에 따르면, 프리기아인들은 트로이 전쟁에서 트로이의 긴밀한 동맹으로서 아카이아인에 대항하여 싸웠다. 프리기아의 힘은 기원전 8세기 후반, 또 다른 역사적 왕인 미다스의 통치 아래 절정에 달했으며, 그는 서부 및 중앙 아나톨리아 대부분을 지배했고 동부 아나톨리아에서는 아시리아 및 우라르투와 세력을 다투었다. 그러나 이 후대의 미다스는 기원전 695년경 킴메르족이 프리기아의 수도인 고르디온을 약탈하기 전 마지막 독립 왕이었다. 이후 프리기아는 리디아의 지배를 받았고, 차례로 페르시아, 알렉산드로스 대왕과 그의 헬레니즘 계승자들, 페르가몬, 로마 제국, 그리고 동로마 제국의 지배를 받았다. 이 시기 동안 프리기아인들은 기독교를 받아들이고 그리스어를 사용하며 비잔티움 국가에 동화되었다. 중세 후기 튀르크족의 비잔티움 아나톨리아 정복 이후, "프리기아"라는 이름은 영토 명칭으로 사용되지 않게 되었다.

## 지리

아나톨리아에서 프리기아의 위치

프리기아는 건조한 아나톨리아 고원의 서쪽 끝 부분을 묘사하며, 북쪽과 서쪽의 삼림 지대와는 상당히 다른 건조한 지역이다. 프리기아는 북서쪽에서 사카리아강과 포르숙강 시스템에 의해 건조한 스텝 지역이 완화되는 곳에서 시작되며, 현대 에스키셰히르 근처의 도릴라이움과 프리기아의 수도 고르디온이 위치해 있다. 기후는 여름에는 덥고 겨울에는 추운 혹독한 기후이다. 따라서 올리브는 여기서 쉽게 자라지 않아 땅은 주로 가축 방목과 보리 생산에 사용된다.

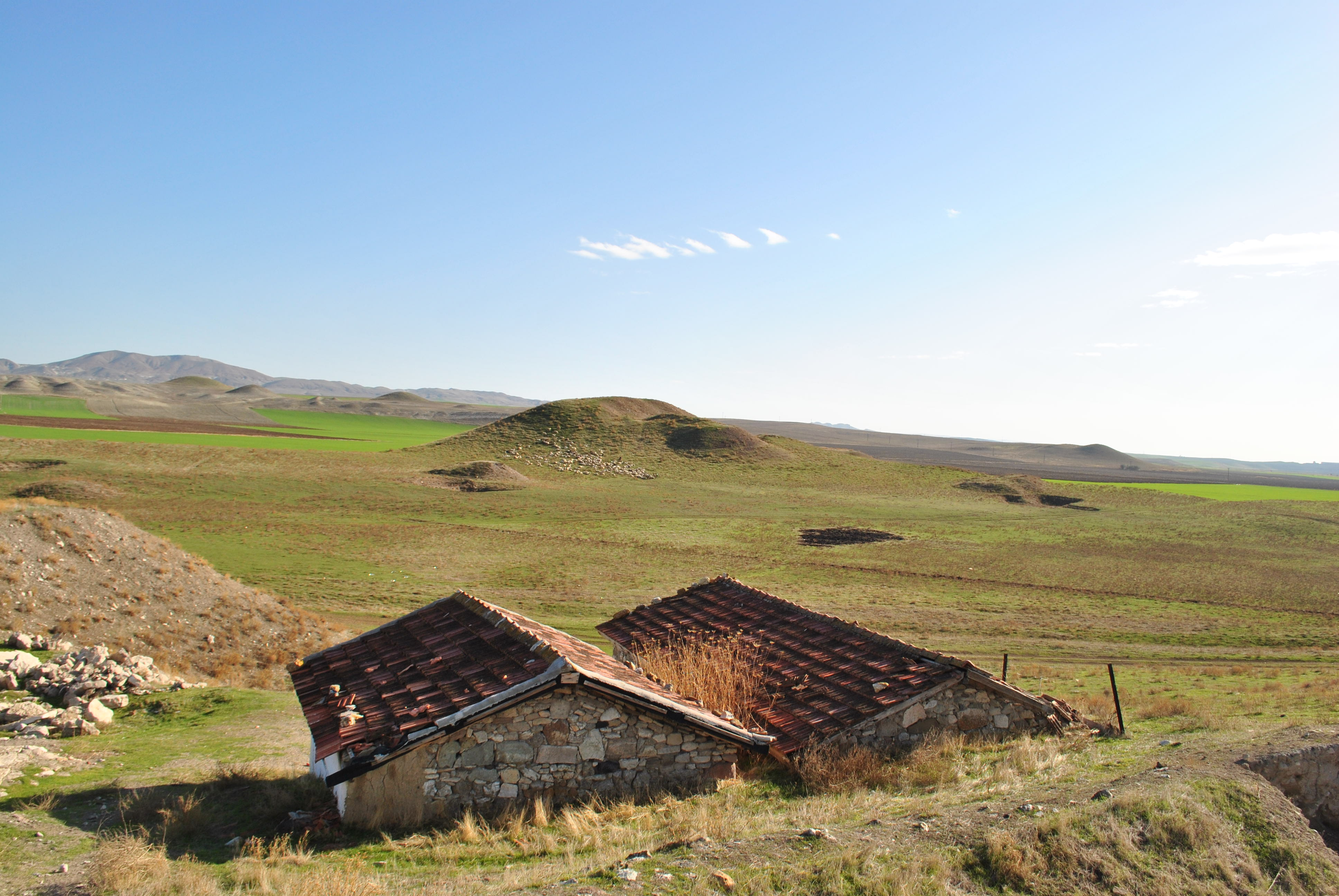
고르디온 고고학 유적지

도릴라이움 남쪽에는 중요한 프리기아 정착지인 미다스 시티(야즐르카야)가 화산 응회암 언덕과 기둥이 있는 지역에 위치해 있다. 다시 남쪽으로는 중앙 프리기아가 위치하며, 아피온카라히사르(고대 아크로이논)와 근처 도키미움(이스체히사르)의 대리석 채석장, 그리고 신나다 마을을 포함한다. 프리기아의 서쪽 끝에는 아이자노이(현대 차브다르히사르)와 아크모니아 마을이 있었다. 여기서 남서쪽으로는 프리기아의 언덕 지대가 펼쳐져 있어 이 지역 심장부의 황량한 평원과 대조를 이룬다.
프리기아 남서부 지역은 뷔윅 멘데레스강이라고도 알려진 메안데레스강과 그 지류인 리쿠스강에 의해 관개된다. 이 경계 내에는 리쿠스강의 라오디케이아와 히에라폴리스 마을이 있다.

## 기원

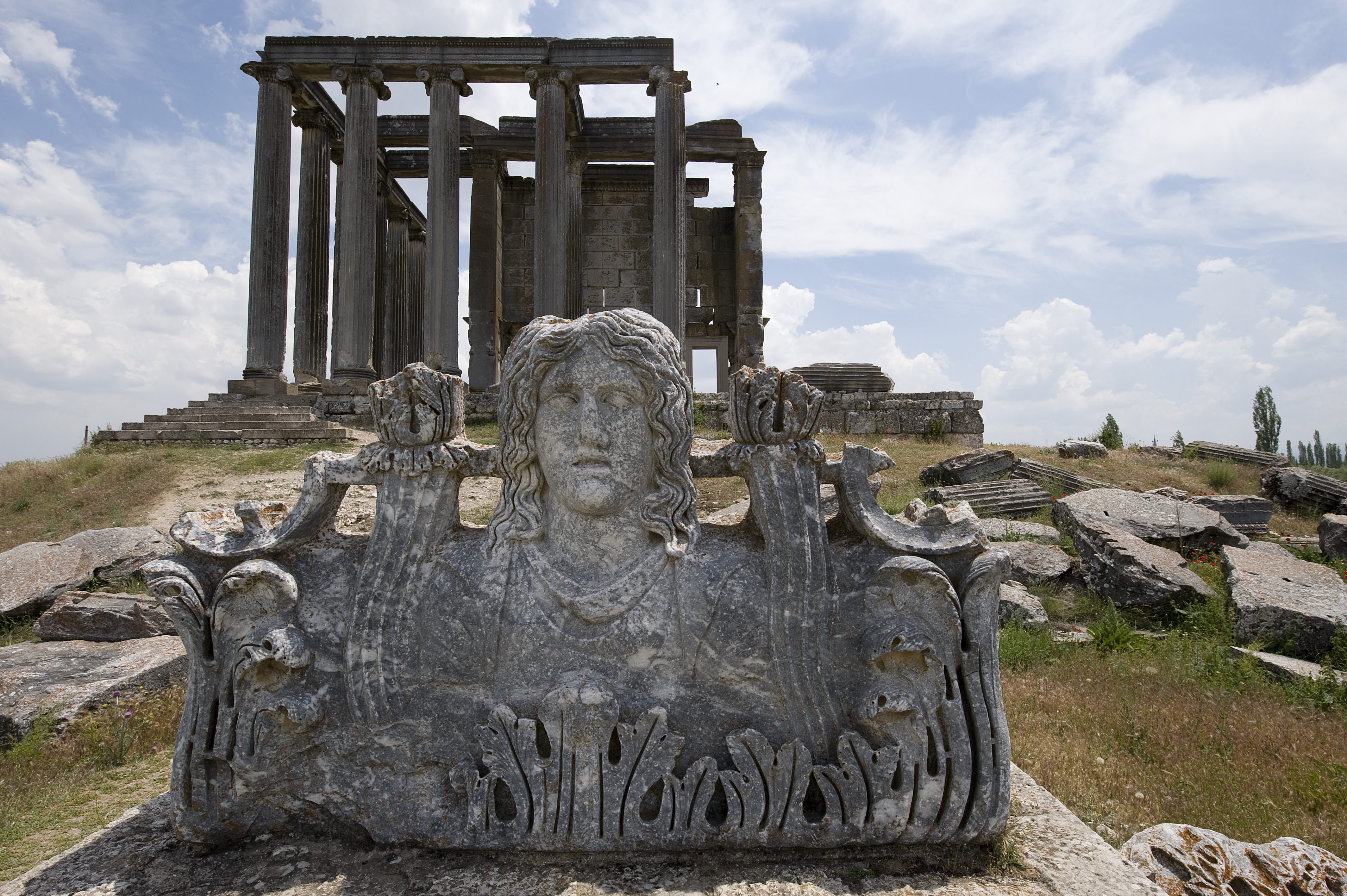
프리기아에 속했던 고대 도시 아이자노이의 제우스 신전. 유네스코 세계유산이다.

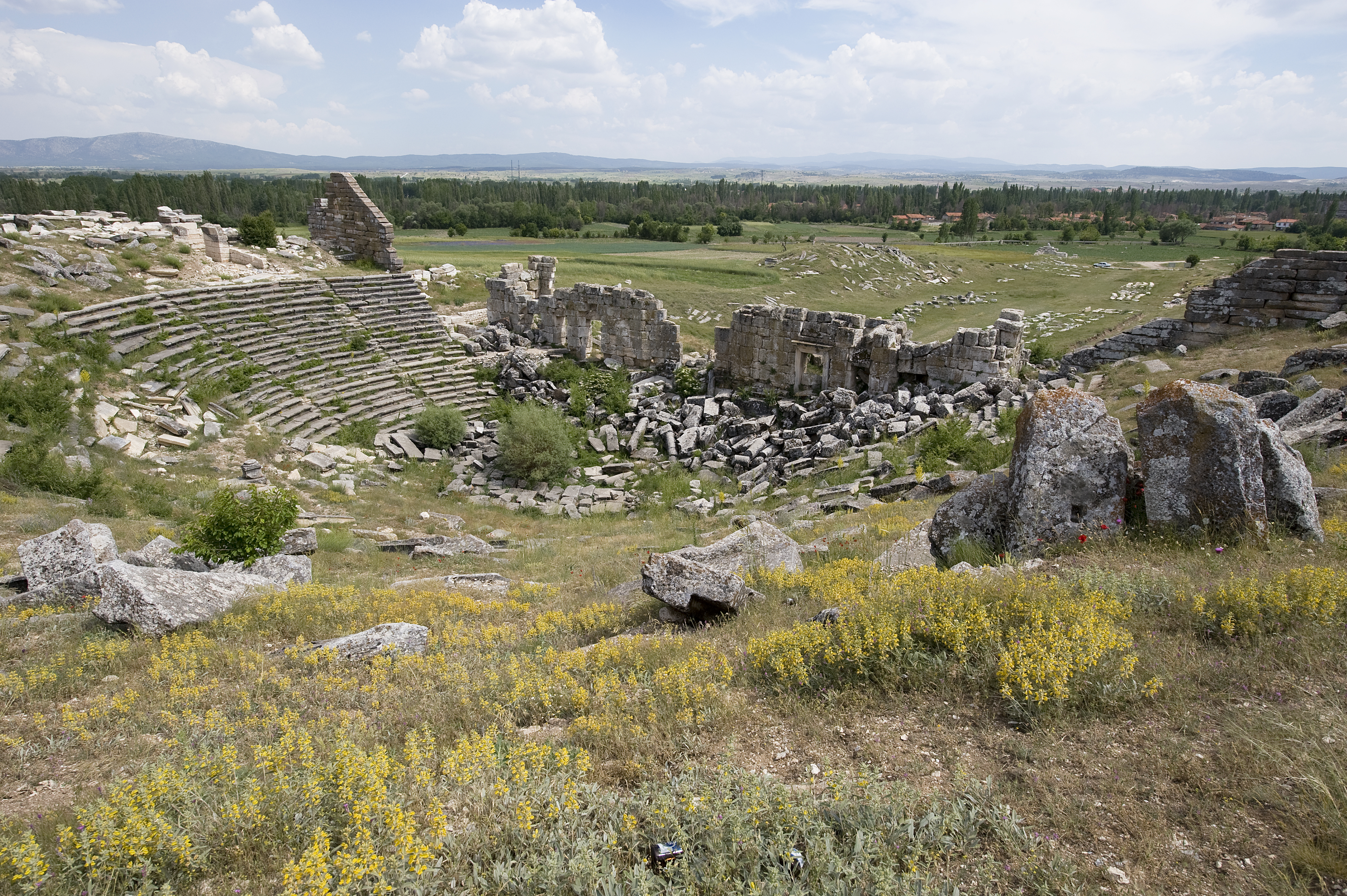
프리기아에 있는 아이자노이의 극장 단지

### 전설 속 고대 이주
그리스 역사가들 사이에서 전해지는 고대 전통에 따르면, 프리기아인들은 발칸반도에서 아나톨리아로 이주했다. 헤로도토스는 프리기아인들이 유럽에 살 때 브리게스라고 불렸다고 말한다. 그와 다른 그리스 작가들은 또한 미다스 왕에 대한 전설을 기록했는데, 이는 그를 마케도니아 (지역)과 연결시키거나 그곳을 기원으로 보았다. 예를 들어, 헤로도토스는 마케도니아에 있는 들장미 정원이 미다스의 이름을 따서 명명되었다고 말한다.
일부 고전 작가들은 또한 프리기아인들을 미그도네스와 연결시켰는데, 미그도네스는 두 그룹의 사람들을 지칭하는 이름으로, 한 그룹은 북부 마케도니아에 살았고 다른 그룹은 미시아에 살았다. 마찬가지로, 프리기아인들은 트로이 전쟁 이전에 미시아와 전쟁을 벌였으며 프리기아인들이 미그돈이라는 왕을 가졌던 거의 같은 시기에 미그돈이라는 왕을 가졌다고 알려진 베브리케스와 동일시되었다.
고전 역사가 스트라본은 프리기아인, 미그도네스, 미시아인, 베브리케스, 비티니아인을 발칸반도에서 아나톨리아로 이주한 민족으로 함께 분류한다. 이 프리기아인들이 북서 아나톨리아 문화와 관련된 그룹의 일부라는 이미지는 프리기아인, 베브리케스, 아나톨리아 미그도네스가 동일한 민족인지 아닌지에 대한 혼란을 가장 잘 설명하는 것으로 보인다.

### 프리기아어
프리기아어는 기원후 6세기까지 사용되었지만, 독특한 알파벳은 대부분의 아나톨리아 문화보다 일찍 소실되었다. 호메로스 찬가 중 하나는 프리기아어가 트로이의 언어와 상호 이해가 불가능했다고 묘사하며, 고르디온에서 발견된 비문들은 프리기아인들이 적어도 일부 어휘가 그리스어와 유사한 인도유럽어족 언어를 사용했음을 분명히 보여준다. 프리기아어는 히타이트어와 같이 인접 국가 대부분에서 사용되던 아나톨리아어파에는 속하지 않았다. 프리기아어와 그리스어의 명백한 유사성 및 대부분의 이웃 언어인 아나톨리아어파와의 비유사성은 프리기아인의 유럽 기원을 뒷받침하는 근거로도 받아들여진다.
현재까지 알려진 바에 따르면, 프리기아어는 그리스어 및 아르메니아어와 중요한 특징을 공유한다. 프리기아어는 인도유럽어족의 켄툼어군에 속한다. 그러나 19세기와 20세기 전반기에는 프리기아어가 주로 사템어군으로 간주되어 아르메니아어 및 트라키아어와 더 가깝다고 여겨졌지만, 오늘날에는 일반적으로 켄툼어군으로 간주되어 그리스어와 더 가깝다고 여겨진다. 과거에 프리기아어가 사템어군으로 보였던 이유는 두 가지 이차적인 과정 때문이었다. 즉, 프리기아어는 옛 순음연구개음을 평연구개음과 합병시켰고, 둘째, 구개 모음 /e/ 및 /i/와 접촉할 때, 특히 초성 위치에서 일부 자음이 구개음화되었다. 더욱이, 프레데리크 코르틀란트 (1988)는 트라키아어와 아르메니아어의 공통적인 음운 변화와 초기 단계에서 프리기아어 및 나머지 고대 발칸 제어로부터의 분리를 제시했다.
현대 학자들은 그리스어를 프리기아어의 가장 가까운 친척으로 보며, 이는 클로드 브릭스, 노이만, 마칭어, 우드하우스, 리고리오, 루보츠키, 그리고 오브라도르-쿠르삭에 의해 지지된다. 또한 기록된 36개 프리기아어 등어선(isogloss) 중 34개가 그리스어와 공유되며, 그 중 22개는 그리스어와의 독점적인 등어선이다. 지난 50년간의 프리기아어 연구는 그리스어와 프리기아어가 기원한 그리스-프리기아조어 단계를 제안하는 가설을 발전시켰으며, 프리기아어에 대한 증거가 더 충분하다면 그 단계를 재구성할 수도 있을 것이다.

### 최근 이주 가설

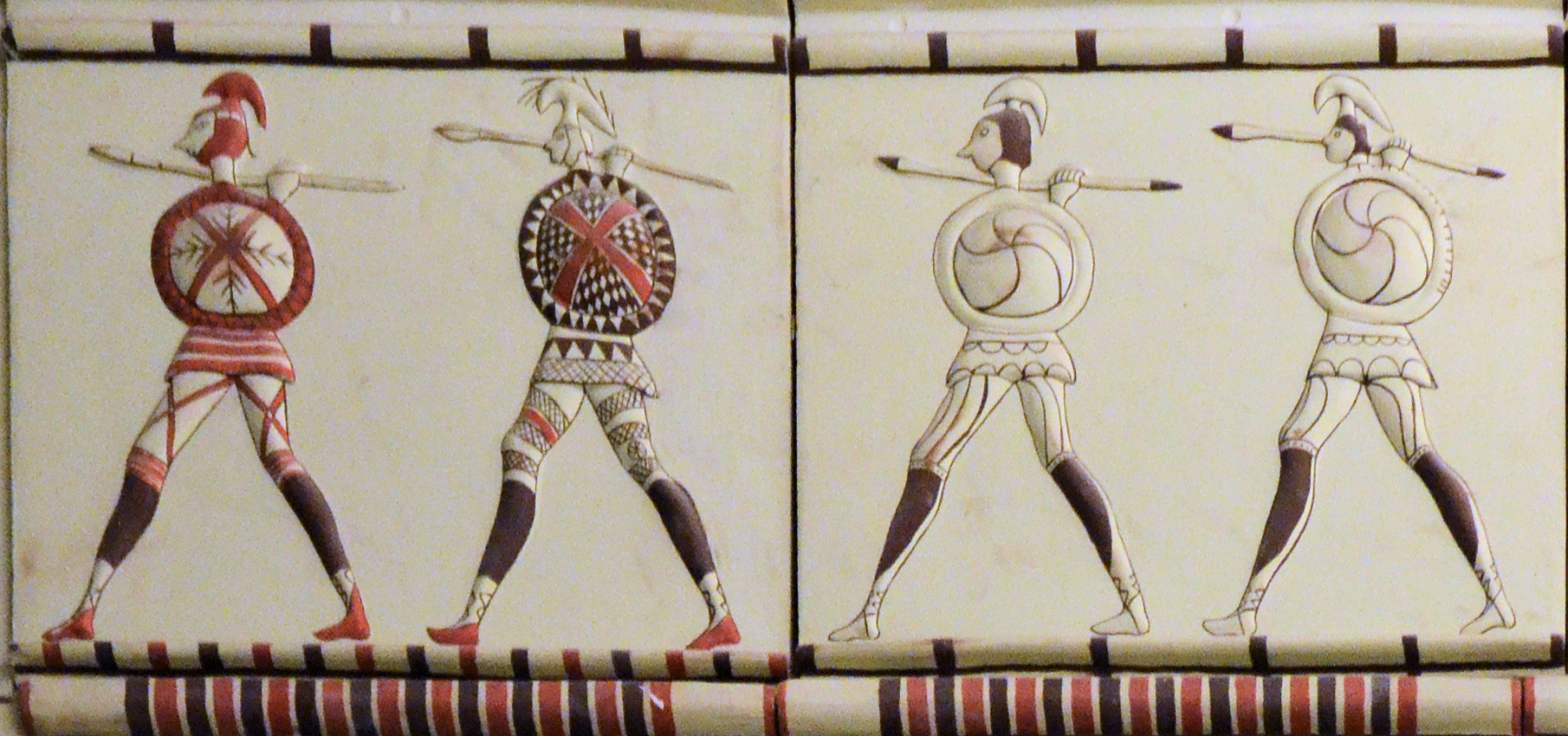
프리기아 병사들. 터키 파자르리(코룸)에서 재건된 프리기아 건물 상세, 기원전 7~6세기.

일부 학자들은 프리기아 이주 주장을 단순한 전설로 일축하며, 그들의 이름과 브리게스의 이름이 우연히 유사하여 발생했을 가능성이 높다고 본다. 또한 고전 자료가 시사하는 것보다 프리기아로의 이주가 더 최근에 일어났을 수 있다고 이론화했다. 그들은 프리기아인의 등장을 히타이트 제국의 몰락과 아나톨리아에서 후기 청동기 시대의 종말을 설명하는 서사에 맞추려고 노력했다.
"최근 이주" 이론에 따르면, 프리기아인들은 기원전 12세기 초 히타이트 제국이 붕괴하기 직전이나 직후에 침략하여 중앙-서부 아나톨리아의 정치적 공백을 채웠으며, 이집트 기록이 히타이트 붕괴의 원인으로 지목한 "바다 민족" 중 하나였을 수도 있다. 이 시기 서부 아나톨리아에서 발견된 소위 '손잡이 달린 옹기'는 이 침략과 관련된 수입품으로 잠정적으로 확인되었다.

### 히타이트 선조들과의 관계
일부 학자들은 프리기아인들이 후기 청동기 시대 동안 이미 사카리아강 유역에 정착했다고 믿는다. 이 학자들은 대신 프리기아인의 기원을 히타이트의 지배를 받던 서부 아나톨리아의 많은 민족들 중에서 찾으려 한다. 이러한 해석은 트로이 전쟁에 프리기아인들이 참여했다는 그리스 전설과 고르디온의 건국 신화에서 일부 근거를 찾는다.

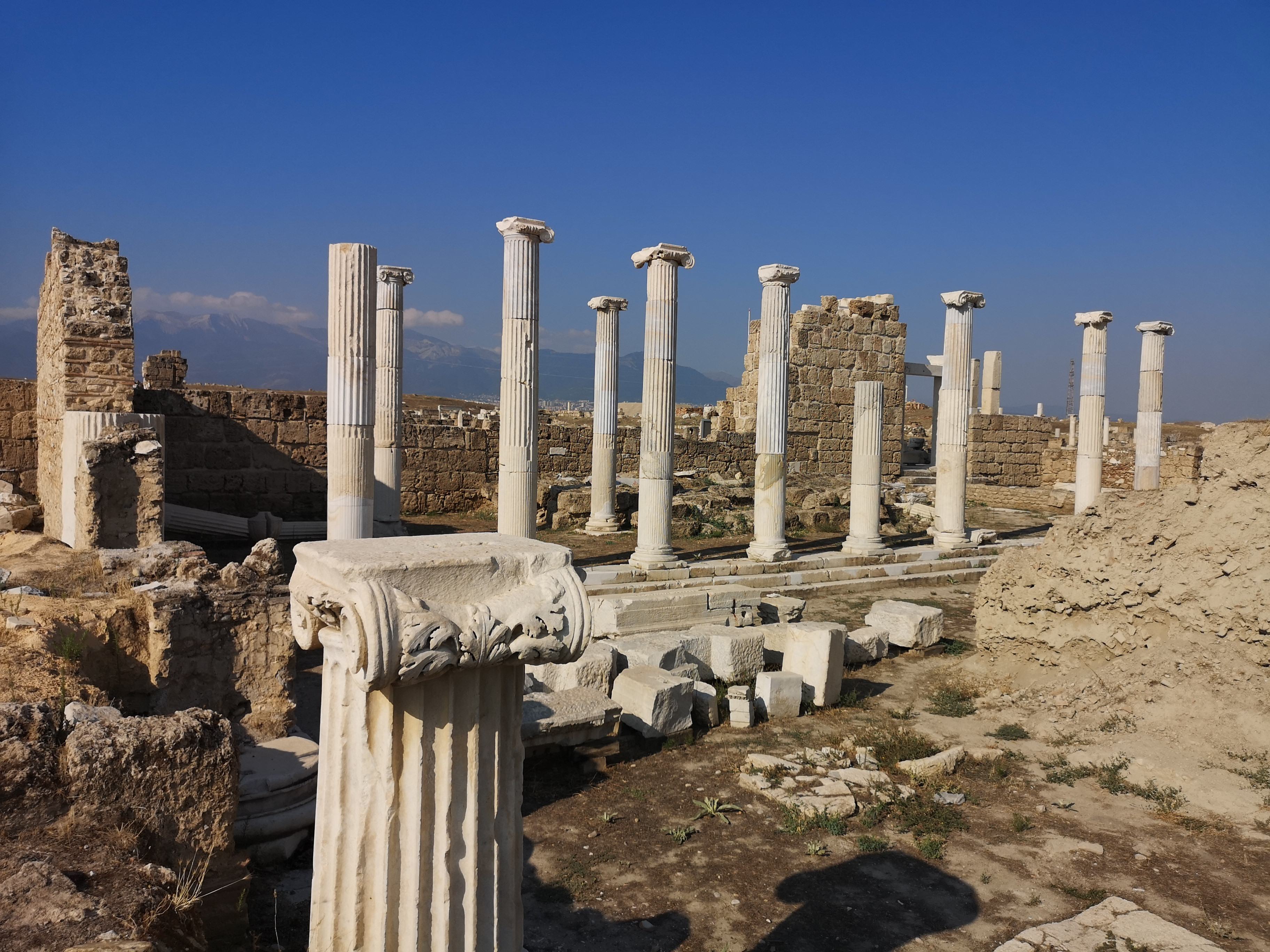
리쿠스강 유적

아직까지 히타이트의 많은 백성 중 어떤 이들이 초기 프리기아인을 대표했을지 확실하게 규명된 바는 없다. 플라비우스 요세푸스에 의해 대중화된 고전 전통에 따르면, 프리기아는 고대 히브리인들이 토가르마라고 부른 나라와 동일시될 수 있는데, 이는 다시 히타이트 문헌의 테가라마와 아시리아 기록의 틸-가림무와 동일시되었다. 요세푸스는 토가르마를 "그리스인들이 프리기아인이라고 부른 스루그람마이아인"이라고 불렀다. 그러나 요세푸스가 인용한 그리스 출처는 알려져 있지 않으며, 이름 유사성 외에 그 동일시의 근거가 있었는지 불분명하다.
히타이트 학자들은 테가라마가 동부 아나톨리아, 일부는 귀룬에 위치해 있었다고 믿는데, 이는 프리기아에서 동쪽으로 멀리 떨어져 있다. 일부 학자들은 프리기아를 아수와 연맹과 동일시했으며, 일리아스가 아시오스라는 이름의 프리기아인(헤카베 여왕의 오빠)을 언급한다는 점에 주목했다. 프리기아의 또 다른 가능한 초기 이름은 아르자와의 청동기 시대 서부 아나톨리아 제국이 분열되면서 나타난 가장 동쪽 지방의 이름인 하팔라일 수 있다. 그러나 학자들은 하팔라가 프리기아와 일치하는지 아니면 더 남쪽의 피시디아와 일치하는지 불확실하다.

### 아르메니아인과의 관계
고대 그리스 역사가 헤로도토스(기원전 440년경 저술)는 아르메니아인들이 프리기아에서 이주했다고 주장했는데, 당시 프리기아는 서부 및 중앙 아나톨리아의 상당 부분을 포함했다: "아르메니아인들은 프리기아인들의 식민지 주민이었으므로 프리기아인처럼 장비를 갖추었다" (7.73) (Ἀρμένιοι δὲ κατά περ Φρύγες ἐσεσάχατο, ἐόντες Φρυγῶν ἄποικοι.). 헤로도토스에 따르면, 프리기아인들은 마케도니아 (지역)에 인접한 발칸반도에서 기원했으며, 청동기 시대의 후기 청동기 시대의 붕괴 시기에 아나톨리아로 이주했다. 이는 후대 학자들, 예를 들어 이고르 디아코노프가 아르메니아인들 또한 발칸반도에서 기원하여 프리기아인들과 함께 동쪽으로 이동했다고 이론화하는 계기가 되었다. 그러나 아르메니아의 발칸 기원설은 한때 널리 받아들여졌지만, 최근에는 시간적 불일치와 유전적 및 고고학적 증거 부족으로 인해 점점 더 많은 비판에 직면하고 있다. 사실, 일부 학자들은 프리기아인들과/또는 분명히 관련된 무슈키인들이 원래 아르메니아에서 서쪽으로 이동했다고 제안했다.
많은 언어학자들은 아르메니아어와 프리기아어 사이에 일부 특징을 공유하고 있음에도 불구하고 긴밀한 관계를 부정해 왔다. 프리기아어는 현재 아르메니아어보다 그리스어와 더 밀접한 관련이 있는 켄툼어로 분류되는 반면, 아르메니아어는 대부분 사템어로 분류된다.

## 역사

### 프리기아 왕국의 절정기와 멸망

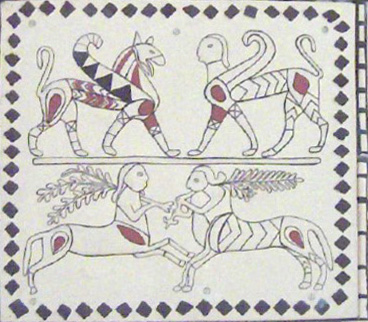
터키 파자르리에서 재건된 프리기아 건물 상세, 기원전 7~6세기: 앙카라 아나톨리아 문명 박물관. 그리핀, 스핑크스, 두켄타우로스가 묘사되어 있다.

기원전 8세기 동안, 사카리아강 계곡 상류에 있는 수도 고르디온을 중심으로 한 프리기아 왕국은 중앙 및 서부 아나톨리아의 대부분을 지배하는 제국으로 확장되었고, 남동쪽의 더 큰 아시리아 제국과 북동쪽의 우라르투 왕국을 침범했다.

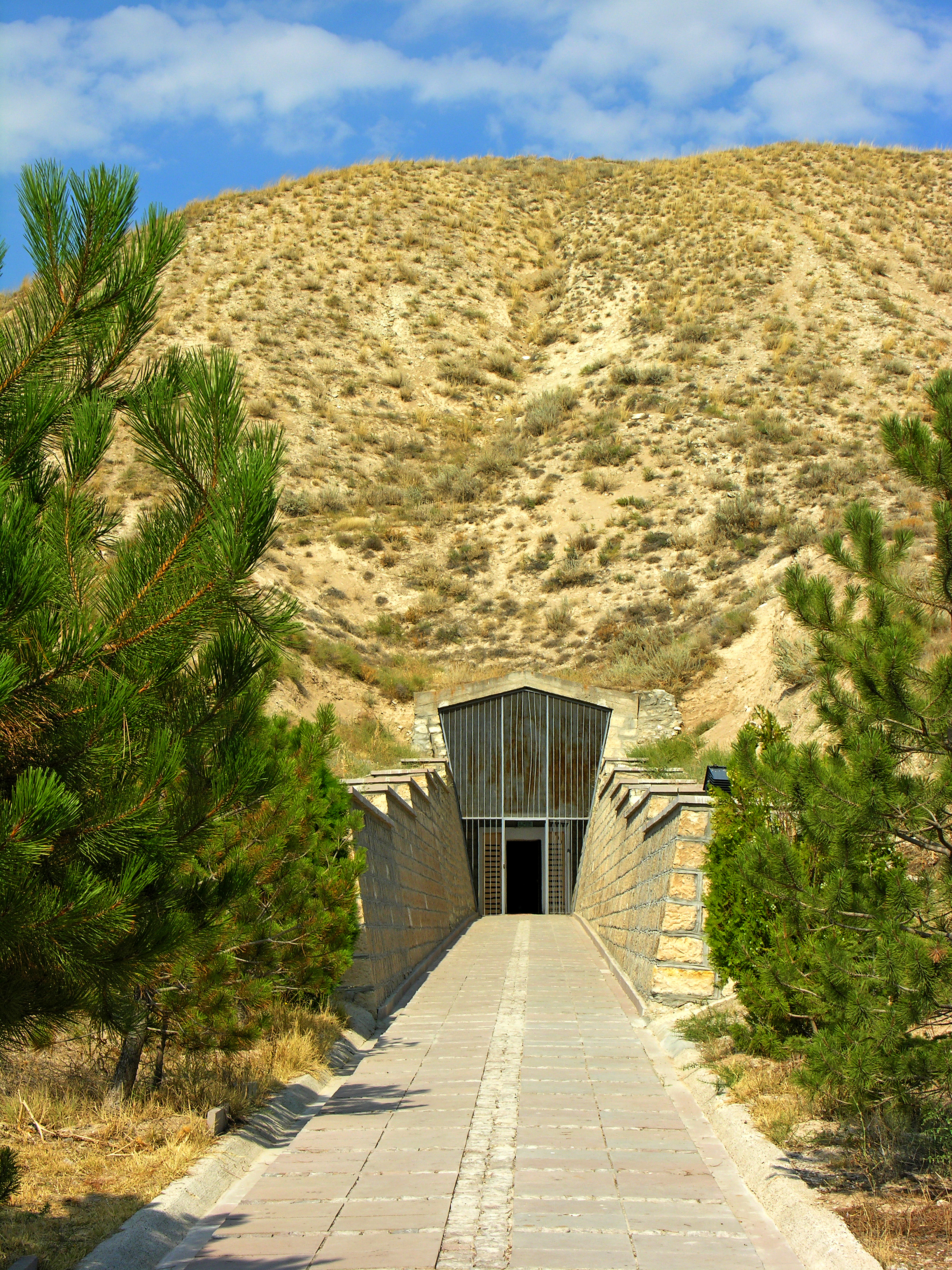
기원전 740년경으로 추정되는 고르디온의 미다스 언덕 고분

고전 역사가 스트라본, 에우세비우스 및 율리우스 아프리카누스에 따르면, 이 시기의 프리기아 왕은 또 다른 미다스였다. 이 역사적 미다스는 동시대 아시리아 문헌에 미타(Mita)로 언급된 인물과 동일인으로 여겨지며, 무슈키의 왕으로 확인된다. 학자들은 아시리아인들이 프리기아인들을 "무슈키"라고 불렀는데, 이는 당시 프리기아인들과 동부 아나톨리아 민족인 무슈키가 연합군으로 활동했기 때문이라고 추정한다. 이 미다스는 기원전 720년경부터 기원전 695년경(에우세비우스에 따르면) 또는 기원전 676년경(율리우스 아프리카누스에 따르면)까지 프리기아의 절정기에 통치했던 것으로 보인다. 아시리아의 사르곤 통치 시기인 기원전 709년으로 추정되는 "미타"를 언급하는 아시리아 비문은 당시 프리기아와 아시리아가 휴전을 맺었음을 시사한다. 이 미다스는 그리스인들과 좋은 관계와 긴밀한 무역 관계를 가졌던 것으로 보이며, 아이올리스 그리스 공주와 결혼했다는 소문도 있다.
이 시기 프리기아어로 글을 쓰는 체계가 발전하고 고르디온에서 번성했으며, 그리스어와 유사한 페니키아어에서 파생된 알파벳을 사용했다. 이 시기에는 독특한 프리기아 토기인 광택 토기가 나타난다.
그러나 프리기아 왕국은 이후 킴메르족 침략자들에게 압도당했고, 고르디온은 약탈당하고 파괴되었다. 스트라본을 비롯한 다른 문헌에 따르면, 미다스는 황소 피를 마시고 자살했다.

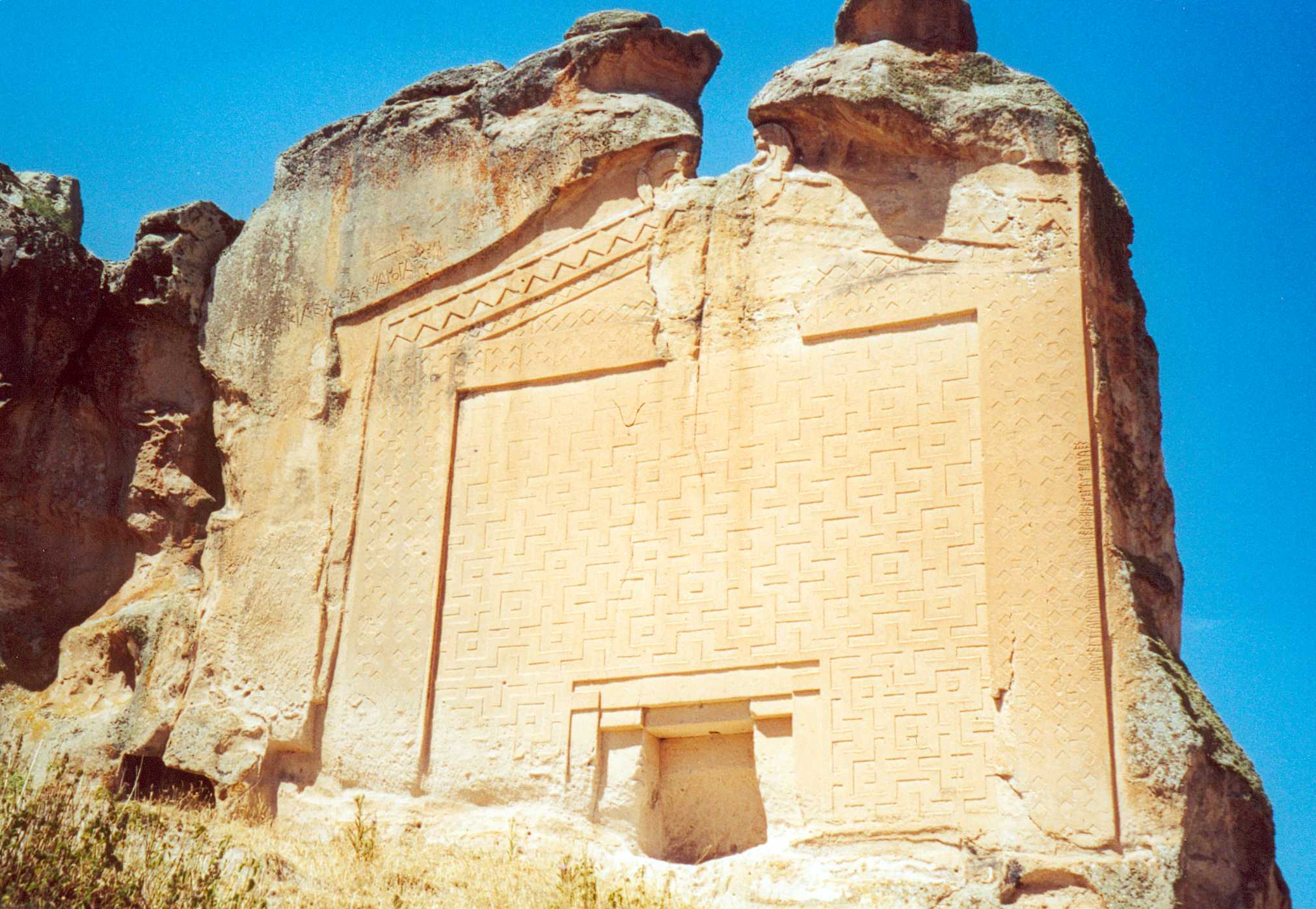
에스키셰히르 근처 미다스 도시의 무덤(기원전 6세기)

일련의 발굴을 통해 고르디온은 튀르키예에서 가장 중요한 고고학 유적지 중 하나가 되었다. 발굴 결과 기원전 675년경 고르디온의 폭력적인 파괴가 확인되었다. "미다스의 무덤"으로 알려진 이 시기의 무덤에서는 거대한 분구묘 아래 깊숙이 묻힌 목재 구조물이 발견되었으며, 여기에는 부장품, 관, 가구, 그리고 음식 공물이 포함되어 있었다(앙카라 고고학 박물관).

### 리디아 지방으로서
고르디온이 파괴된 후, 킴메르족은 서부 아나톨리아에 남아 리디아와 전쟁을 벌였고, 리디아는 기원전 620년경에 킴메르족을 마침내 추방한 후 프리기아를 병합하여 리디아 제국의 동쪽 변경이 되었다. 고르디온 유적지에서는 기원전 6세기 동안 수수께끼 같은 부유한 크로이소스 왕을 포함한 리디아 왕들의 지배 아래 상당한 건설 프로그램이 있었음을 보여준다. 한편, 프리기아의 옛 동부 속국들은 아시리아와 나중에 메디아에게 넘어갔다.
리디아와의 갈등과 어쩌면 왕족 인질에 대한 암시가 프리기아의 불행한 왕자 아드라스트루스 전설에 반영되어 있을 수도 있다. 그는 실수로 형제를 죽이고 리디아로 망명했으며, 거기서 크로이소스 왕에게 환영받았다. 하지만 아드라스트루스는 다시 실수로 크로이소스의 아들을 죽였고, 결국 자살했다.

### 페르시아 지방으로서

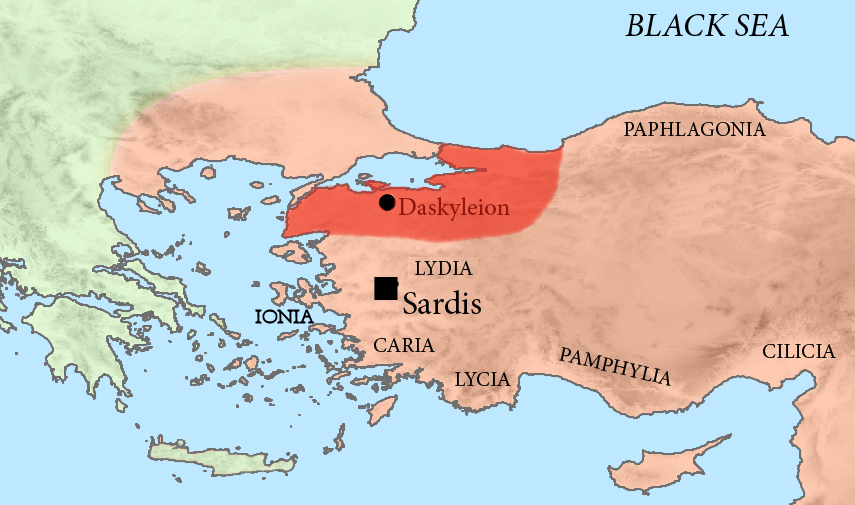
아케메네스 제국에서 헬레스폰트 프리기아와 지방 수도 다스킬리움의 위치, 기원전 500년경.

기원전 540년대 언젠가, 키루스 2세가 리디아를 정복하면서 프리기아는 아케메네스 제국에 편입되었다.
다리우스 1세가 기원전 521년에 페르시아 황제가 된 후, 그는 고대 무역로를 페르시아의 "왕의 길"로 재정비하고 사트라피 설치를 포함한 행정 개혁을 단행했다. 프리기아의 사트라피(주)는 할리스강(현재 크즐으르막강) 서쪽, 미시아와 리디아의 동쪽에 위치했다. 수도는 현대 에르길리인 다스킬리움에 설치되었다.
5세기에 걸쳐 이 지역은 헬레스폰트 프리기아와 대프리기아라는 두 개의 행정 사트라피로 나뉘었다.

### 알렉산드로스와 그 계승자들 하에서
알렉산드로스 대왕은 기원전 333년에 고르디온을 지나 사바지오스(그리스인들에게는 "제우스") 신전에서 고르디우스의 매듭을 풀었다. 알렉산더의 홍보 담당자들이 퍼뜨렸을 가능성이 있는 전설에 따르면, 그 매듭을 푸는 자가 아시아의 주인이 될 것이었다. 고르디온이 다리우스 1세의 페르시아 "왕의 길"이 아나톨리아의 중심부를 통과하여 페시누스에서 앙카라로 이어지는 길에 위치해 있었으므로, 이 예언은 지리적으로 어느 정도 타당성을 가졌다. 알렉산더와 함께 프리기아는 더 넓은 헬레니즘 세계의 일부가 되었다. 알렉산더 사망 후 기원전 323년, 기원전 301년에 이프소스 전투가 발생했다.

### 켈트족과 아탈리드 왕조
알렉산드로스 사후 혼란의 시기에 북부 프리기아는 켈트족에게 점령되어 결국 갈라티아 속주가 되었다. 옛 수도 고르디온은 곧 갈리아인들에게 점령되고 파괴되어 역사에서 사라졌다.
기원전 188년, 프리기아의 남부 잔존 지역은 페르가몬 왕국의 아탈리드 왕조의 지배를 받게 되었다. 그러나 프리기아어는 여전히 살아남았지만, 이제는 그리스 문자로 쓰여졌다.

### 로마 및 비잔티움 제국 하에서

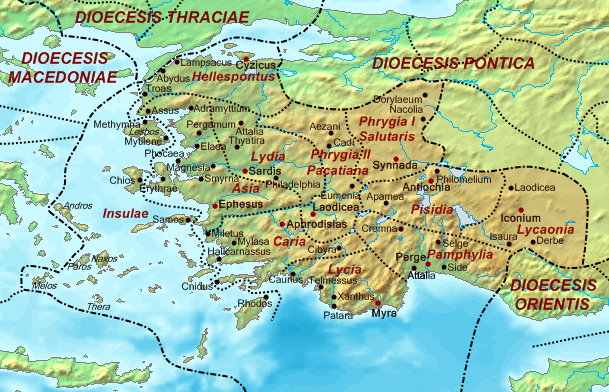
기원후 400년경 아시아 교구 내의 두 프리기아 속주.

기원전 133년에 프리기아의 잔존 지역은 로마로 넘어갔다. 로마인들은 지방 행정 목적상 프리기아를 분할하여, 북동부는 갈라티아 속주에, 서부 지역은 아시아 속주에 편입시켰다. 서부 프리기아와 카리아가 254-259년에 아시아에서 분리되어 새로운 프리기아-카리아 속주가 되었다는 일부 증거가 있다. 디오클레티아누스의 개혁 동안 프리기아는 다시 "프리기아 I" 또는 프리기아 살루타리스(라틴어로 "건강한"이라는 의미), 그리고 프리기아 II 또는 파카티아나(그리스어 Πακατιανή, Pakatiane, 어원은 불확실하나 "평화로운"으로 번역됨)의 두 속주로 나뉘었으며, 둘 다 아시아 교구에 속했다. 수도를 신나다에 둔 살루타리스는 이 지역의 동부를 포함했고, 수도를 리쿠스강의 라오디케이아에 둔 파카티아나는 서부 지역을 포함했다. 이 속주들은 7세기 말까지 존속하다가 테마 제도로 대체되었다. 로마 후기, 초기 "동로마 제국" 시대에는 프리기아 대부분이 아나톨릭 테마에 속했다. 만지케르트 전투(1071년) 이후 튀르크족에 의해 점령되었다. 튀르크족은 13세기에 완전히 지배권을 확립했지만, 고대 프리기아라는 이름은 1453년 오스만 제국이 동로마 제국의 마지막 잔존 세력을 정복할 때까지 사용되었다.

## 문화

### 종교
고대 프리기아 종교는 다신교였으며, 초기 아나톨리아인의 종교와는 달랐고, 그들의 신화는 초기 에게해-발칸 지역 신들의 반영으로 구성되어 있었다.

#### 마타르 쿠벨레야
히타이트와 루비아 종교와 달리, 프리기아 신화는 여성 신이 주도했는데, 이 신은 산과 야생 동물과 연관되어 있었고 [쿠벨레야] 오류: {{전자}}: transliteration text not Latin script (pos 1: 쿠) (도움말) 또는 [쿠빌레야] 오류: {{전자}}: transliteration text not Latin script (pos 1: 쿠) (도움말)라는 별칭이 붙었으며, 전체 이름인 [마타르 쿠벨레야] 오류: {{전자}}: transliteration text not Latin script (pos 1: 마) (도움말)는 "산봉우리의 어머니"를 의미한다. "산의 어머니"(고대 그리스어: Μητηρ ορεια)로서, [마타르] 오류: {{전자}}: transliteration text not Latin script (pos 1: 마) (도움말)는 야생 산악 지대의 여주인이자 그곳에 사는 야생 동물의 보호자이자 양육자였다.
[마타르 쿠벨레야] 오류: {{전자}}: transliteration text not Latin script (pos 1: 마) (도움말)는 초기 에게해-발칸 여신의 프리기아어 반사였으며, 리디아어 변형은 쿠파우스 여신이었다.
[마타르 쿠벨레야] 오류: {{전자}}: transliteration text not Latin script (pos 1: 마) (도움말)의 숭배는 코리반테스(뜻: "머리 흔드는 자")라는 사제들에 의해 주로 산악 지역에서 이루어졌으며, 피리와 심벌즈 음악과 황홀한 춤을 특징으로 하는 오르기아식 의식을 통해 행해졌다. 그녀의 이름은 또한 그녀를 머리 흔들기와 그로 인해 발생하는 황홀경의 여신으로 특징지었다. 따라서 이 여신은 숭배자들에게 영감을 주는 신성한 광란을 언급하며 그리스어로는 [쿠베보스] 오류: {{전자}}: transliteration text not Latin script (pos 1: 쿠) (도움말)(κυβηβος)로 기록된 "광란적인"이라는 프리기아어 별칭도 받았다.
철기 시대 중앙 아나톨리아에서 [마타르 쿠벨레야] 오류: {{전자}}: transliteration text not Latin script (pos 1: 마) (도움말) 숭배가 중요했기 때문에, 그 숭배는 피시디아로 퍼져나갔고, 나중에 그리스-로마 세계로 퍼져 키벨레(고대 그리스어: Κυβέλη; 라틴어: Cybele)라는 이름으로 알려졌다.

#### 기타 신들
폭풍의 신 [티우스] 오류: {{전자}}: transliteration text not Latin script (pos 1: 티) (도움말)는 프리기아 신화에서 중요한 위치를 차지했으며, 그의 숭배는 프리기아 전역에 널리 퍼져 있었다. [티우스] 오류: {{전자}}: transliteration text not Latin script (pos 1: 티) (도움말)는 초기 아나톨리아 폭풍의 신 타르훈타스와는 관련이 없었고, 대신 초기 에게해-발칸 신의 프리기아어 변형이었으며, 리디아어 및 그리스어 반사는 각각 레프스와 제우스였다. 또한 이탈리아족의 유피테르와 동족어이다.
프리기아의 달 신은 그리스어로는 멘으로 알려진 [마스] 오류: {{전자}}: transliteration text not Latin script (pos 1: 마) (도움말)였다. [마스] 오류: {{전자}}: transliteration text not Latin script (pos 1: 마) (도움말)는 초기 에게해-발칸 신의 프리기아어 반영이었으며, 리디아어 변형은 칼리얀스였다.
프리기아의 신 [바스] 오류: {{전자}}: transliteration text not Latin script (pos 1: 바) (도움말)의 정체와 성별은 여전히 불분명하다.
[아르티미스] 오류: {{전자}}: transliteration text not Latin script (pos 1: 아) (도움말)는 포트니아 테론 유형의 프리기아 여신으로, 더 오래된 에게해-발칸 여신의 반영이었으며, 리디아어와 그리스어 변형은 각각 아르티무스와 아르테미스였다.

### 음악
그리스 음악의 가장 초기 전통은 아나톨리아의 그리스 식민지를 통해 전파된 프리기아에서 유래했으며, 고대 그리스 음악에서 호전적인 모드로 간주되었던 프리기아 선법이 포함되었다. "황금 손"을 가진 프리기아의 미다스는 신화에 따르면 오르페우스 자신으로부터 음악을 배웠다. 프리기아에서 유래한 또 다른 음악 발명품은 두 개의 관을 가진 갈대 악기인 아울로스였다.

### 프리기아 모자
고전 그리스 도상학은 트로이의 파리스를 비그리스인으로 그의 프리기아 모자로 식별하는데, 이 모자는 미트라스가 착용했으며 현대 이미지에서는 미국 및 프랑스 혁명가들의 "자유 모자"로 남아있다.

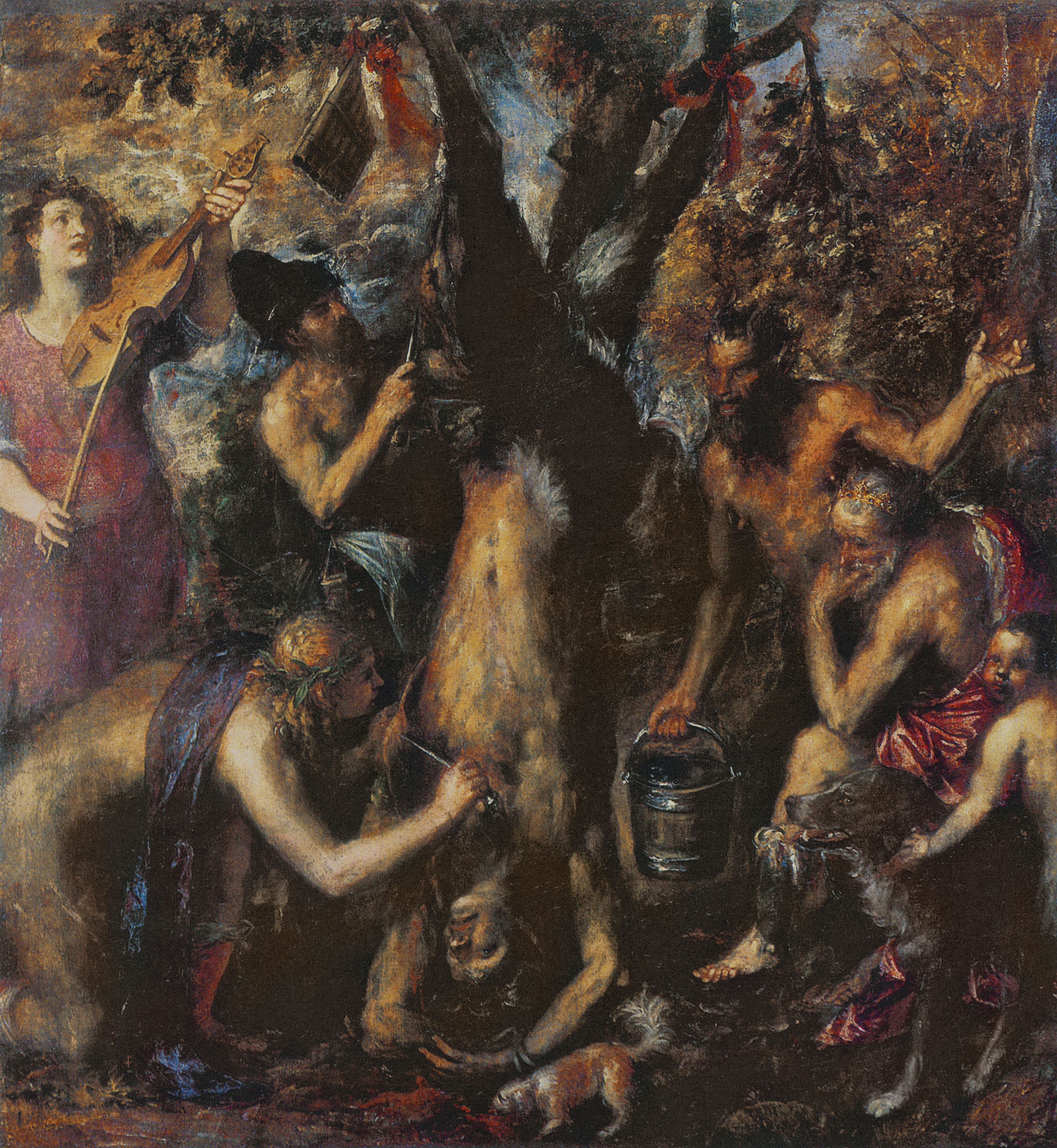
티치아노 베첼리오의 마르시아스의 박피, 1570년대, 오른쪽에 미다스 왕, 프리기아 모자를 쓴 칼을 든 남자.

## 신화적 과거
가장 초기에 알려진 신화적 왕의 이름은 난나쿠스 (일명 아나쿠스)였다. 이 왕은 당시 프리기아 왕국의 가장 동쪽 도시인 이코니움에 거주했으며, 300세의 나이로 죽은 후, 고대 신탁에 예언된 대로 큰 홍수가 나라를 덮쳤다. 현존하는 고전 자료에 언급된 다음 왕은 마니스 또는 마스데스라고 불렸다. 플루타르크에 따르면, 그의 빛나는 업적 때문에 프리기아에서는 위대한 일들을 "광적인(manic)"이라고 불렀다. 이후 프리기아 왕국은 여러 왕들 사이에 분열된 것으로 보인다. 그 왕들 중 한 명은 탄탈로스였는데, 그는 시필로스산 주변의 프리기아 북서부 지역을 통치했다. 탄탈로스는 아들 펠롭스를 죽여 올림포스 신들에게 제물로 바쳤다는 혐의로 타르타로스에서 끝없이 벌을 받았는데, 이는 인신공양의 억압을 암시한다. 탄탈로스는 또한 자신이 발명한 복권에서 훔쳤다는 거짓 고발을 받기도 했다. 트로이 전쟁 이전의 신화 시대, 공위시대 동안, 프리기아 농부인 고르디아스 (또는 고르디우스)가 신탁의 예언을 성취하며 왕이 되었다. 왕이 없는 프리기아인들은 나중에 갈라티아의 일부가 된 프리기아 지역의 텔미수스에 있는 사바지오스("제우스") 신탁에게 지도를 구했다. 그들은 신탁으로부터 수레를 타고 신의 신전으로 가장 먼저 올라오는 남자를 왕으로 추대하라는 지시를 받았다. 그 남자는 농부 고르디아스(고르디오스, 고르디우스)였으며, 그는 문제의 소달구지를 "고르디우스의 매듭"으로 묶어 그 축에 헌정했다. 고르디아스는 서부 중앙 아나톨리아의 고르디온에 수도를 재건했는데, 이 도시는 페시누스에서 앙카라로 이어지는 다리우스 1세의 페르시아 "왕의 길"이 되었던 아나톨리아 중심부를 통과하는 옛 길 위에 위치해 있었고, 사카리아강에서 멀지 않았다.

프리기아 복장을 한 사람, 헬레니즘 시대의 그리스(기원전 3세기–1세기), 키프로스

그리스 신화에서 프리기아인들은 철 제련의 발명가로 여겨지는 하급 신들인 닥틸로이와 관련이 있으며, 대부분의 전설 버전에서 그들은 프리기아의 이다산에 살았다.
고르디아스의 아들(일부 버전에서는 입양된 아들)은 미다스였다. 이 첫 번째 미다스 왕을 둘러싼 많은 신화와 전설은 그를 아티스와 관련된 신화적 이야기와 연결시킨다. 이 모호한 인물은 페시누스에 거주했으며, 그의 연인 아그데스티스와 어머니인 키벨레 여신의 반대에도 불구하고 딸을 젊은 아티스와 결혼시키려고 했다. 아그데스티스와/또는 키벨레가 나타나 결혼식 잔치의 참석자들에게 광기를 불어넣자, 미다스는 이로 인한 혼란 속에서 사망했다고 전해진다.
미다스 왕은 실레노스와 다른 사티로스들, 그리고 디오니소스와 자신을 연결시켰으며, 디오니소스는 그에게 "황금 손"을 부여했다.
그의 이야기 중 한 버전에 따르면, 미다스는 트라키아에서 자신의 백성 무리와 함께 소아시아로 건너와 파크톨루스 강에서 자신의 불쾌한 "황금 손"의 오염을 씻어냈다고 한다. 금을 강의 모래에 남겨둔 미다스는 프리기아에 도착했고, 그곳에서 자식이 없던 고르디아스 왕에게 입양되어 키벨레의 보호를 받았다. 키벨레의 가시적인 대리인으로서, 그리고 그녀의 권위 아래서, 프리기아 왕은 후계자를 지명할 수 있었던 것으로 보인다.
프리기아 시불라는 프리기아에 있는 아폴론 신탁을 주재하는 여사제였다.
헤로도토스에 따르면, 이집트 파라오 프삼티코스 2세는 두 아이를 고립시켜 원래의 언어를 찾으려 했다. 아이들은 "빵"을 의미하는 프리기아어인 베코스(bekos)를 말했다고 보고되었으므로, 프삼티코스는 프리기아인들이 이집트인보다 더 오래된 민족임을 인정했다.
일리아스에 따르면, 프리기아인의 고향은 사카리아강에 있었으며, 이는 역사 내내 프리기아의 중심지로 남았다. 프리기아는 와인으로 유명했고 "용감하고 숙련된" 기병들을 보유했다.
일리아스에 따르면, 트로이 전쟁 이전에 젊은 프리아모스 왕은 아마조네스와의 전쟁에서 프리기아를 지원하기 위해 군대를 이끌고 프리기아로 갔다. 호메로스는 프리기아인들을 "오트레우스와 신과 같은 미그돈의 백성"이라고 부른다. 에우리피데스, 코인토스 스미르나이오스 등에 따르면, 이 미그돈의 아들인 코로이부스는 트로이 전쟁에서 싸우다 죽었다. 그는 트로이 공주 카산드라와 결혼을 간청했다. 오트레우스라는 이름은 나중에 니카이아 근처 아스카니아 호수 근방의 오트로이아라는 지명에서 유래했을 수 있으며, 미그돈이라는 이름은 스트라본이 북서 아시아 소아시아에 살았다고 전하며 때로는 프리기아인과 구별되는 것으로 여겨졌던 미그도네스의 에포님(지명 유래 인물)임이 분명하다. 그러나 파우사니아스 (지리학자)는 미그돈의 무덤이 현대 산들르크 근처 남부 프리기아 고지대의 스텍토리움에 위치해 있다고 믿었다.

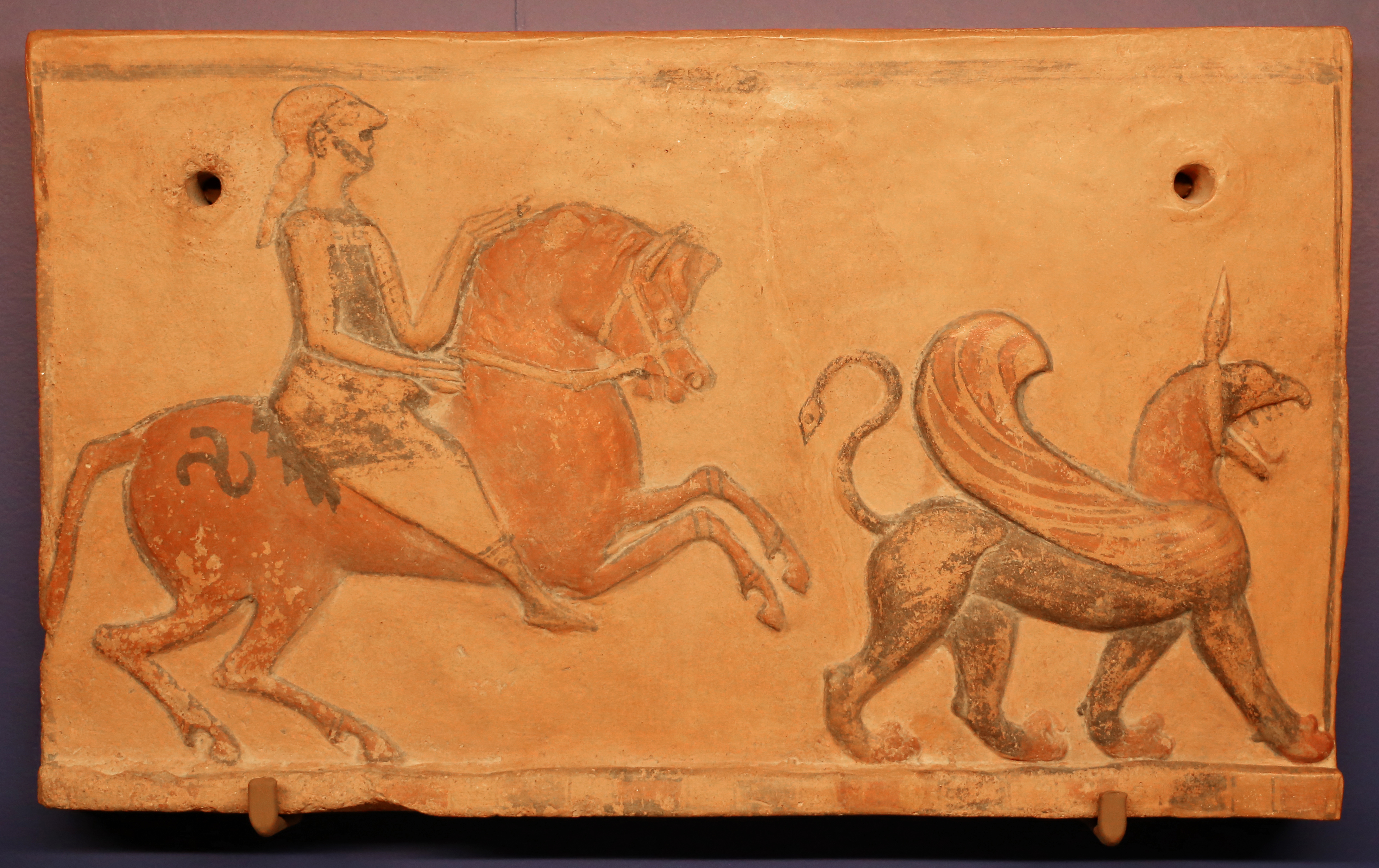
기수와 그리핀, 프리기아, 기원전 600–550년.

비블리오테카 (위(僞) 아폴로도로스)에 따르면, 그리스 영웅 헤라클레스는 트로이 전쟁 한 세대 전쯤 역사적으로 일어났을 법한 북서 아나톨리아의 전투에서 베브리케스의 왕 미그돈을 죽였다. 이야기에 따르면, 헤라클레스는 미노아에서 아마조네스로 여행하던 중 미시아에 들러 베브리케스와의 전투에서 미시아인을 지원했다. 일부 해석에 따르면, 베브리케스는 프리기아인의 다른 이름이며 이 미그돈은 일리아스에 언급된 인물과 동일인이다.
프리아모스 왕은 프리기아 공주 헤카베(또는 헤카베)와 결혼하여 프리기아인들과 긴밀한 동맹을 유지했는데, 프리기아인들은 그리스인에 맞서 트로이 전쟁에서 "열정적으로" 싸움으로써 그에게 보답했다. 헤카베는 프로테우스의 아들인 아이오네우스의 아들 디마스 왕의 딸이었다. 일리아스에 따르면, 헤카베의 남동생 아시오스 또한 트로이에서 싸웠다(위 참조). 코인토스 스미르나이오스는 트로이 전쟁이 끝날 무렵 네오프톨레모스의 손에 쓰러진 디마스의 두 손자를 언급한다: "그는 금이 풍부한 메게스의 두 아들을 죽였다. 디마스의 후손인 이들은 전쟁에서 창을 던지고 말을 몰며 멀리 창을 던지는 데 능숙했으며, 사카리아강 기슭에서 페리보이아에게서 동시에 태어난 켈투스와 에우비우스였다." 처녀 테크메사의 아버지인 텔레우타스는 또 다른 신화적인 프리기아 왕으로 언급된다.
일리아스에는 프리기아 본토가 후대 역사보다 더 북쪽에, 그리고 강 하류에 있었다는 징후가 있다. 프리기아 군대는 북서 아나톨리아의 아스카니아 호수에서 트로이를 돕기 위해 도착하며, 아레타온의 아들들인 포르키스와 아스카니우스가 이끌고 있다.
소위 호메로스 찬가 중 하나에는 프리기아가 "요새가 풍부한" 곳이며 "유명한 오트레우스"가 통치했다고 전해진다.

## 프리기아의 유대인
로마 제국 시대에 프리기아의 유대인들은 소아시아의 다른 지역과 마찬가지로 번성하고 확고한 소수 민족을 형성했다. 수세기 전, 안티오코스 3세 메가스(기원전 228~187년 재위) 셀레우코스 왕은 이 지역에 대한 셀레우코스 지배를 강화하기 위해 메소포타미아와 바빌로니아에서 온 2,000명의 유대인 가족을 리디아와 프리기아에 재정착시켰다. 이는 10,000명 이상의 사람들이 안티오코스의 서부 소아시아 영토로 이주했음을 의미할 것이다. 유대인들은 스스로 수확물로 생계를 유지할 수 있을 때까지 토지, 세금 면제, 곡물을 제공받았다. 안티오코스는 특히 포도원용 토지를 할당했는데, 이는 포도 재배에 중점을 두었음을 나타내며, 훗날 탈무드에서 유대인 프리기아의 와인 생산에 대한 언급과 일치한다.
증거에 따르면, 민족적으로 혼합된 인구를 가졌지만 때로는 프리기아로 간주되기도 했던 이코니움을 비롯한 여러 도시에 시나고그가 존재했음을 알 수 있다. 신나다에서는 시나고그의 지도자가 언급되어 시나고그의 존재를 시사한다. 히에라폴리스에서는 3세기 석관 비문이 매장 관행에서 신성한 시나고그의 중요성을 강조한다. 가장 잘 문서화된 프리기아 시나고그는 아크모니아에 있었는데, 네로 황제 시대에 갈라티아인 왕족의 후손인 율리아 세베라가 건설 자금을 지원했다. 그녀의 후원은 유대교에 대한 개인적인 공감을 의미하지 않을 수 있지만, 영향력 있는 계층의 지지를 시사한다. 세베라 시대에 아크모니아 유대인들의 상황은 유리해 보였지만, 그들의 연속성은 불분명하다. 3세기에는 아크모니아 유대인들의 존재 증거가 증가했는데, 여기에는 묘지 훼손자에게 성경적 저주를 내리는 비문이 포함되어 유대인 관행과 공동체 내 영향력 있는 지위의 통합을 보여준다.

## 기독교 시대
사도행전 2장 10절에 기록된 바와 같이, 프리기아에서 온 방문자들이 오순절에 예루살렘에 모인 군중 속에 있었다. 사도행전 16장 6절에는 사도 바울로와 그의 동료 실라 (성경 인물)가 프리기아와 갈라티아 지역을 여행하며 기독교 복음을 전파했다. 그들의 계획은 아시아 속주로 가는 것이었지만, "내부적인 영감이나 밤의 환상, 또는 예언의 은사를 받은 개종자들의 영감 받은 말로, 우리가 알 수 없는 방식으로" 상황이나 지시가 그들이 그렇게 하는 것을 막았고, 대신 그들은 해안을 향해 서쪽으로 여행했다.
"프리기아 이단"으로도 알려진 몬타누스파라는 기독교 이단은 기원후 2세기에 이름이 알려지지 않은 아르다바우 마을에서 발생했으며, 황홀한 영성과 여성 사제를 특징으로 했다. 원래는 농촌 운동으로 묘사되었으나, 현재는 다른 기독교 발전과 마찬가지로 도시 기원인 것으로 생각된다. 추종자들이 세운 새 예루살렘인 페푸자 마을은 현재 나중에 수도원이 있던 외딴 계곡에서 확인되었다.

## 같이 보기
- 아나톨리아의 역사적 영역

## 참고 자료
- Ivantchik, Askold (1993). 《Les Cimmériens au Proche-Orient》 [근동의 킴메르인] (PDF) (프랑스어). 프리부르, 스위스; 괴팅겐, 독일: Editions Universitaires Fribourg (Switzerland); Vandenhoeck & Ruprecht (Germany). ISBN 978-3-727-80876-0.
- Oreshko, Rostyslav (2021). 〈In Search of the Holy Cube Roots: Kubaba—Kubeleya—Κύβεβος—Kufaws and the Problem of Ethnocultural Contact in Early Iron Age Anatolia〉.   Bianconi, Michele. 《Linguistic and Cultural Interactions between Greece and Anatolia: In Search of the Golden Fleece》. 레이던, 네덜란드: 브릴 (출판사). 131–166쪽. ISBN 978-9-004-46159-8.
- Olbrycht, Marek Jan (2000). 〈The Cimmerian Problem Re-Examined: the Evidence of the Classical Sources〉.   Pstrusińska, Jadwiga; Fear, Andrew. 《Collectanea Celto-Asiatica Cracoviensia》. 크라쿠프: 크시엔가르니아 아카데미카. 71–100쪽. ISBN 978-8-371-88337-8.
- Scott, James M. (1995). 《Paul and the Nations: The Old Testament and Jewish Background of Paul's Mission to the Nations with Special Reference to the Destination of Galatians》. Mohr Siebeck. ISBN 978-3161463778.
- Sulimirski, Tadeusz; Taylor, T. F. (1991). 〈The Scythians〉.   Boardman, John; Edwards, I. E. S.; Hammond, N. G. L.; Sollberger, E.; Walker, C. B. F. 《The Assyrian and Babylonian Empires and other States of the Near East, from the Eighth to the Sixth Centuries B.C.》. The Cambridge Ancient History 3. 케임브리지, 영국: 케임브리지 대학교 출판부. 547–590쪽. ISBN 978-1-139-05429-4.
- Thonemann, Peter, 편집. (2013). 《Roman Phrygia: culture and society》. Cambridge: Cambridge University Press. ISBN 978-1-107-03128-9.

## 더 읽어보기
일반
- Belke, Klaus; Mersich, Norbert (1990). Phrygien und Pisidien [프리기아와 피시디아]. Tabula Imperii Byzantini, vol. 7. Wien: Verlag der Österreichischen Akademie der Wissenschaften, ISBN 3-7001-1698-5.
- Bru, Hadrien (2017). La Phrygie Parorée et la Pisidie septentrionale aux époques hellénistique et romaine. Géographie historique et sociologie culturelle [헬레니즘 및 로마 시대의 파로라이아 프리기아와 북부 피시디아. 역사 지리학 및 문화 사회학]. 므네모시네 (저널) 보충판, vol. 401. Leiden/Boston: Brill, ISBN 978-90-04-33738-1.
- Kelp, Ute (2015). Grabdenkmal und lokale Identität. Ein Bild der Landschaft Phrygiens in der römischen Kaiserzeit [로마 제국 시대 프리기아 지역의 모습, 무덤 기념물과 지역 정체성]. Asia Minor Studien, vol. 74. Bonn: Habelt, ISBN 978-3-7749-3809-0.

프리기아 종교에 관하여
- Chiai, Gian Franco (2020). Phrygien und seine Götter. Historie und Religionsgeschichte einer anatolischen Region von der Zeit der Hethiter bis zur Ausbreitung des Christenstums [프리기아와 그 신들. 히타이트 시대부터 기독교 확산까지 아나톨리아 지역의 역사 및 종교사]. 파로스, vol. 46. Rahden/Westf.: Leidorf, ISBN 978-3-86757-274-3.
- Parker, Robert (2023). 《Religion in Roman Phrygia: From Polytheism to Christianity》. Berkeley: University of California Press. doi:10.1525/9780520395497. ISBN 978-0-520-39549-7.

프리기아 암벽 제단에 관하여
- Tamsü, Rahşan; Polat, Yusuf (February 19–24, 2007). 《The Phrygian rock cut altars and their restoration and conservation proposals》. 《International Conference on Environment: Survival and Sustainability (EES 2007)》 3 (Nicosia, Northern Cyprus, 2009에 출판됨). 1005–1014쪽. ISBN 978-975-8359-55-4.
- Tamsü, Rahşan (February 24–26, 2005). 《Observations on the Phrygian rock-cut altars》. 《Symposium on Mediterranean Archaeology (SOMA 2005)》 (Chieti-Pescara, Italy: Chieti University, 2008에 출판됨). 439–445쪽. ISBN 978-1-4073-0181-5.
- Tamsü, Rahşan; Polat, Yusuf (2010). 《Yeni Buluntular Işığında Phryg Kaya Altarları Ve Bir Tipoloji Önerisi》. 《Anadolu Üniversitesi Sosyal Bilimler Dergisi》 (튀르키예어) 10 (Eskişehir). 203–222쪽. ISSN 1303-0876.